# NGC 2483
NGC 2483 је расејано звездано јато у сазвежђу Крма које се налази на NGC листи објеката дубоког неба.
Деклинација објекта је - 27° 53' 42" а ректасцензија 7h 55m 39,0s. Привидна величина (магнитуда) објекта NGC 2483 износи 7,6. NGC 2483 је још познат и под ознакама ESO 430-SC2, OCL 677.